# Lijst van gebouwen aan de Vijzelgracht
De Gebouwen aan de Vijzelgracht in Amsterdam-centrum dateren uit de periode laat 17e eeuw tot 2000. Een aantal gebouwen stamt nog uit de tijd dat de gronden langs de gracht werden ingericht, andere panden uit die tijd zijn of verbouwd of gesloopt ten faveure van nieuwbouw. Tussen die gebouwen staat voorts een aantal met hun oorspronkelijke uiterlijk, maar gebouwd rond 1970.  

## Oostelijke gevelwand
| Object                                    | Bouwperiode | Monumentenstatus      | Omschrijving | Afbeelding |
| ----------------------------------------- | ----------- | --------------------- | --- | ---------- |
| Vijzelgracht 1                            | 1968-1971   | rijksmonument 6171    | Architect Gerard Prins Historiserende architectuur naar 17e-eeuws origineel |            |
| Vijzelgracht 3 (gebouw links)             | 1968-1971   | geen                  | Architect Gerard Prins Historiserende architectuur naar 17e-eeuws origineel |            |
| Vijzelgracht 5 (gebouw rechts)            | 1968-1971   | geen                  | Architect Gerard Prins Historiserende architectuur naar 17e-eeuws origineel, kreeg daarbij een extra verdieping ten opzichte van het origineel |            |
| Vijzelgracht 7                            | 1863        | geen                  | Architect Pieter Johannes Hamer Voorzag een oud gebouw van een nieuwe gevel, gebouw toen dienende tot school, kreeg later een 20e-eeuwse pui |            |
| Vijzelgracht 9 (gebouw links)             | 17e eeuw    | rijksmonument 6172    | Pand met halsgevel met twee oeils-de-boeuf uit 17e eeuw met een klassieke roedenverdeling in de vensters. Het vormt een ensemble met Vijzelgracht 11 |            |
| Vijzelgracht 11 (gebouw rechts)           | 17e eeuw    | rijksmonument 6173    | Pand met halsgevel met twee oeils-de-boeuf uit 17e eeuw met een klassieke roedenverdeling in de vensters. Het vormt een ensemble met Vijzelgracht 9 |            |
| Vijzelgracht 13                           |             | geen                  | |            |
| Vijzelgracht 15                           | 1881        | gemeentelijk monument | Sinds 1886 is hier een bakkerij gevestigd; eerst een brood- en banketbakkerij, sinds 1969 Patisserie Holtkamp, ondergevel is in de stijl van de Amsterdamse Schoolstijl, niet van Piet Kramer, stijlicoon binnen die stijl, maar van zijn naamgenoot Frederik Marinus Kramer (1902-1977) |            |
| Vijzelgracht 17                           |             | geen                  | gebouw gerestaureerd in 2000 (Ao MM in de gevel) |            |
| Vijzelgracht 19                           | 1968        | rijksmonument 6174    | Omschreven in het monumentenregister als in basis 17e-eeuws pand met latere gevels en dak uit de tweede helft van de 19e eeuw. In 1968 is het net als Vijzelgracht 1 afgebroken geweest en in historiserende vorm teruggezet, maar met betonnen fundering. |            |
| toegang Noorderstraat                     |             |                       | |            |
| Vijzelgracht 21-25                        | 1910        | geen                  | Architect: François Marie Joseph Caron Een gebouw dienende tot magazijn van Vroom en Dreesmann, die hier tot 1961 gevestigd was; vertrok na een grote uitslaande brand; gebouw met jugendstilelementen (natuurstenen sluitstenen) maar ook classicistische pilasters met kapitelen. 11 september 1961 brandde de begane grond uit; bovenetages bleven ondanks brandschade gespaard; volgende huurder was Twentsche Bank die vlak daarna fuseerde tot de Algemene Bank Nederland. In de 21e eeuw is Het Juridisch Loket er gevestigd                                                                                      |            |
| Vijzelgracht 23                           |             |                       | rond 1910 gesloopt voor nieuwbouw 21-25 |            |
| Vijzelgracht 25                           |             |                       | rond 1910 gesloopt voor nieuwbouw 21-25 |            |
| Vijzelgracht 27                           | 1903        | gemeentelijk monument | Architect Herman Hendrik Baanders, aanbesteed februari 1903 voor de bouw van winkelhuis met twee bovenhuizen en fotografisch atelier (zolder). Gebouw in Art nouveaustijl met erker met afgeronde hoeken en open balustrade met aan weerszijden beelden. Aan de gevel de monogramletters EH (links) en LB (rechts) verwijzend naar de Eerste Hollandsche Levensverzekeringsbank, opdrachtgever voor bouw; Baanders zou ook hun gebouw Keizersgracht/Leliegracht Aurora ontwerpen; naam van de architect aan de linkerkant van de gevel vermeld. Op het dak stond jarenlang een reclame voor de verzekeringsmaatschappij. |            |
| Vijzelgracht 29                           | 1917        | geen                  | Architect: F.Th. Staats (tevens makelaar/aannemer) Een wevershuisje werd verbouwd voor Josephus Harm, ijzerwarenhandel en handel in kachels/haarden. Pand heeft achterom verbinding met Nieuwe Looiersstraat 5, een rijksmonument |            |
| Vijzelgracht 31                           | 1900, circa | geen                  | Voormalige wevershuisje, te herkennen aan daknok parallel aan de straat, verbouwing voor kruidenier J.J. Uytenhaak, wiens naam nog in de gevel te vinden is, later in gebruik bij Jos Harm |            |
| Vijzelgracht 33                           |             | geen                  | |            |
| Vijzelgracht 35                           |             | geen                  | |            |
| Toegang Nieuwe Looiersstraat              |             |                       | |            |
| Vijzelgracht 37                           | 1720        | rijksmonument 6175    | Pand met gevel onder een rechte lijst; jaar vermeld in gevelsteen AO De Buers 1720 Gevelsteen laat een combinatie zien van de Korenbeurs en de Beurs van Hendrick de Keyser en is rond 2002 gerestaureerd Zijgevel bekleed met geschilderde reclames, een daarvan “Breukbanden” verwijst naar een oude gebruiker van het pand, een ander naar Heineken Zonweringen in de Eerste van der Helststraat |            |
| Vijzelgracht 39 (gebouw rechts)           |             | rijksmonument 6176    | Pand met eenvoudige halsgevel uit 18e eeuw |            |
| Vijzelgracht 41 (gebouw links)            |             | geen                  | Voorgevel uit 1882 |            |
| Vijzelgracht 43 (gebouw rechts)           |             | geen                  | Voorgevel uit 1882 |            |
| Vijzelgracht 45                           |             | geen                  | Voorgevel uit 1882 |            |
| Vijzelgracht 47 (gebouw in het midden)    |             | rijksmonument 6177    | Pand uit 17e en 19e eeuw. In basis een 17e eeuw pand met gevel onder uit- en ingezwenkte top met rollagen |            |
| Vijzelgracht 49                           | 1892        | gemeentelijk monument | Architect Dirk van Oort, vermoedelijk een verbouwing van een bestaand pand. Pand in 19e-eeuwse neorenaissancestijl. In 2018/2019 renovatie |            |
| Vijzelgracht 51-55                        | 1990        | geen                  | Hier stonden 17e-eeuwse gebouwen; rond 1990 gesloopt voor vervanging door modern kantoorgebouw |            |
| Vijzelgracht 57                           |             |                       | Huisnummer ontbreekt. Hier stond een 17e-eeuws gebouw, een rijksmonument; rond 1990 vervangen door nieuwbouw nr 51-55 |            |
| Vijzelgracht 59 (Gebouw met oranje kleur) | 1994        | geen                  | Hier stond een 17e-eeuws gebouw, dat eind 20e eeuw alleen nog een benedenverdieping had; in 1994 vervangen door nieuwbouw, samen met Lijnbaansgracht 310-311 |            |
| Vijzelgracht 61 (Gebouw met zwarte kleur) |             |                       | geen |            |
| Vijzelgracht 63 Lijnbaansgracht 308       | 1893        | gemeentelijk monument | Architect: Dirk van Oort, aanbesteed augustus 1893. Gebouwd in Eclectische bouwstijl met tekenen van laatgotiek, renaissance en maniëristiek met daarin keizersportretten en stenen dakvensters (lucarnes) In 2002 bij restauratie voorzien van betonnen paalfundering in verband met komst Noord/Zuidlijn |            |

## Middenstuk
| Object                    | Bouwperiode | Monument  | Omschrijving |  |
| ------------------------- | ----------- | --------- | --- |  |
| Walenweeshuissluis        | 1934/1935   |           | architecten: Jo van der Mey Piet Kramer |  |
| Metrostation Vijzelgracht |             | 2004-2018 | architect Benthem Crouwel Architecten, metrostation met in/uitgang aan het begin van de Vijzelgracht (de andere in/uitgang is gepositioneerd op Nieuwe Vijzelstraat) |  |
| Straatpoëzie              |             | 2018      | Teksten van Anna Enquist op zitbankjes |  |
| Brug 86                   | 1933/1934   |           | Piet Kramer |  |

## Westelijke gevelwand
| Object                                                             | Bouwperiode  | Monument              | Omschrijving |  |
| ------------------------------------------------------------------ | ------------ | --------------------- | --- |  |
| Vijzelgracht 2-2a Prinsengracht 644 Eerste Weteringdwarsstraat 107 | 1670 (circa) | rijksmonument 6181    | Ontwerp van architect Adriaan Dortsman, gebouwd door Pieter Adolfse de Zeeuw. Het gebouw gaf onderdak aan het Walenweeshuis, Maison Descartes en het Institut français des Pays-Bas en Franse consulaat. Deze instanties vertrokken en het pand in 2017 verkocht, bestemming onbekend                                                                       |  |
| Vijzelgracht 4 (nummering van rechts naar links)                   | 1670 (circa) | rijksmonument 6182    | Architect: Philips Vingboons Hoekpand in stijl Noortse-Bos, enigszins verbouwd in de 18e eeuw met een klassieke roedenverdeling vensters, pothuizen aan voor- en zijgevel. Onderdeel van blokje met huisnummers 6 en 8, restauratie 2011 |  |
| Vijzelgracht 6 (nummering van rechts naar links)                   | 1670 (circa) | rijksmonument 6183    | Architect: Philips Vingboons Middenhuis in stijl Noortse-Bos, vrijwel originele staat, klassieke roedenverdeling vensters, bordes naar toegangsdeur met snijraam. Onderdeel van blokje met huisnummers 4 en 8, restauratie 2011 |  |
| Vijzelgracht 8 (nummering van rechts naar links)                   | 1670 (circa) | rijksmonument 6184    | Architect: Philips Vingboons Middenhuis in stijl Noortse-Bos, in 192 eeuw verbouwd, klassieke roedenverdeling vensters, bordes naar toegangsdeur, hier met houten omlijsting en snijraam. Onderdeel van blokje met huisnummers 4 en 6, restauratie 2011 |  |
| Vijzelgracht 10                                                    | 1885         | gemeentelijk monument | Architect H. Moeton jr. van huis uit makelaar, maar ook bouwkundig opzichter bij Burgerweeshuis. Stijl is een mengeling van 19e-eeuwse neo-stijlen |  |
| Tweede Weteringsdwarsstraat 72 (rechter hoekpand)                  | 1876         | gemeentelijk monument | Gebouwd in opdracht van het Burgerweeshuis, eerste steen juli 1876, Ontwerp: H. Moeton sr. (bouwkundig opzichter bij Burgerweeshuis) |  |
| Vijzelgracht 14 (rechts in het midden)                             | 1876         | gemeentelijk monument | Gebouwd in opdracht van het Burgerweeshuis, eerste steen juli 1876 Ontwerp: H. Moeton sr. (bouwkundig opzichter bij Burgerweeshuis) |  |
| Vijzelgracht 16 (links in het midden)                              | 1876         | gemeentelijk monument | Gebouwd in opdracht van het Burgerweeshuis, eerste steen juli 1876 Ontwerp: H. Moeton sr. (bouwkundig opzichter bij Burgerweeshuis) |  |
| Derde Weteringsdwarsstraat 35 (linker hoekpand)                    | 1876         | gemeentelijk monument | Gebouwd in opdracht van het Burgerweeshuis, eerste steen juli 1876 Ontwerp: H. Moeton sr. (bouwkundig opzichter bij Burgerweeshuis) |  |
| Vijzelgracht 20 Derde Weteringsdwarsstraat 44 (rechter hoek)       | 1670 (circa) | rijksmonument 6185    | Architect: Philips Vingboons Hoekpand in stijl Noortse-Bos met karakteristiek houten pui op de hoek, onderdeel van blokje met huisnummers 20-26, restauraties 2002 en 2016 |  |
| Vijzelgracht 22 (rechts in het midden)                             | 1670 (circa) | rijksmonument 6186    | Architect: Philips Vingboons Middenhuis in stijl Noortse-Bos, vrijwel originele staat, met jongere klassieke roedenverdeling vensters, bordes naar bewerkte toegangsdeur. Onderdeel van blokje met huisnummers 20-26 , restauraties 2002 en 2016 |  |
| Vijzelgracht 24 (links in het midden)                              | 1670 (circa) | rijksmonument 6187    | Architect: Philips Vingboons Middenhuis in stijl Noortse-Bos, verbouwd tot beneden- en bovenhuis bordes naar bewerkte de toegangsdeur. Er is ook een loze toegangsdeur op de plaats van waar bij soortgelijke panden een raampartij zit. Het gebouw heeft een lantaarn aan de gevel, Onderdeel van blokje met huisnummers 20-26 , restauraties 2002 en 2016 |  |
| Vijzelgracht 26 (linker hoek)                                      | 1670 (circa) | rijksmonument 6188    | Architect: Philips Vingboons Middenhuis in stijl Noortse-Bos, met latere roedenverdeling vensters, bordes naar bewerkte de toegangsdeur met snijraam.. Het gebouw heeft een lantaarn aan de gevel, Onderdeel van blokje met huisnummers 20-26, restauraties 2002 en 2016                                                                                    |  |
| Nieuwe Weteringstraat                                              |              |                       | |  |
| Vijzelgracht 28-44                                                 |              |                       | Huisnummers ontbreken Tot 1855 waren hier de stadstimmerwerven gevestigd. In 1856 zijn aanbesteed de houten en stenen funderingen voor een Meel- en Broodfabriek naar initiatief van onder andere A. Sarphati; gebouwen kregen steeds meer bestemmingen totdat ze in 1966 gesloopt werden                                                                   |  |
| Vijzelgracht 46/48/58 Nieuwe Weteringstraat 24-46                  | 1981         |                       | Architect:Architectenbureau Cornelis Wegener Sleeswijk Complex waarin de Amsterdamse Assurantie Beurs Centrum haar bedrijf uitoefende, Aldi en woningen. Later kwam hier de Autoriteit Financiële Markten |  |

Centrum:
Achtergracht ·
Amstel ·
Begijnhof ·
Binnenkant ·
Bloemgracht ·
Bloemstraat ·
Brouwersgracht ·
Damrak ·
Eerste Weteringdwarsstraat ·
Egelantiersgracht ·
Entrepotdok ·
Geldersekade ·
Groenburgwal ·
Haarlemmerdijk ·
Haarlemmerstraat ·
Halvemaansteeg ·
Hartenstraat ·
Heiligeweg ·
Herengracht 
(Noordwest ·
Zuidwest ·
Zuid) ·
Herenstraat ·
Hoogte Kadijk ·
Kalverstraat ·
Keizersgracht
(Noordwest ·
Zuidwest ·
Zuid) ·
Kerkstraat ·
Kloveniersburgwal ·
Kromboomssloot ·
Kromme Waal ·
Lange Leidsedwarsstraat ·
Lange Niezel ·
Langestraat ·
Lauriergracht ·
Laurierstraat ·
Leidsegracht ·
Leidsestraat ·
Leliegracht ·
Lijnbaansgracht ·
Lindengracht ·
Muntplein ·
Nieuwe Herengracht ·
Nieuwe Keizersgracht ·
Nieuwe Leliestraat ·
Nieuwe Looiersstraat ·
Nieuwendijk ·
Nieuwezijds Voorburgwal ·
Nieuwmarkt ·
Noordermarkt ·
Noorderstraat ·
Oude Waal ·
Oudebrugsteeg ·
Oudekerksplein ·
Oudeschans ·
Oudezijds Achterburgwal ·
Oudezijds Voorburgwal ·
Prins Hendrikkade ·
Prinseneiland ·
Prinsengracht
(Noordwest ·
Zuidwest ·
Zuid) ·
Rechtboomssloot ·
Reguliersbreestraat ·
Reguliersdwarsstraat ·
Reguliersgracht ·
Rembrandtplein ·
Rokin ·
Rozengracht ·
Singel 
(Noord ·
Zuid) ·
Spuistraat ·
Tuinstraat ·
Tweede Weteringdwarsstraat ·
Utrechtsedwarsstraat ·
Utrechtsestraat ·
Vijzelgracht ·
Warmoesstraat ·
Westerstraat ·
Zeedijk ·
Zwanenburgwal
Buurten in het Centrum:
Burgwallen-Nieuwe Zijde ·
Burgwallen-Oude Zijde ·
Grachtengordel ·
Haarlemmerbuurt ·
Jordaan ·
Nieuwmarkt en Lastage ·
Weesperbuurt en Plantage ·
Oostelijke Eilanden en Kadijken ·
De Weteringschans
Buiten het Centrum:
Nieuw-West ·
Noord (Durgerdam · Holysloot · Ransdorp · Zunderdorp) · 
Oost · 
West · 
Zuid · 
Zuidoost · 
Weesp